# Omar El Khayam
Das Motorschiff Omar El Khayam ist ein Fluss-Kreuzfahrtschiff der Travco Group und wird durch Travco-Steigenberger Hotels and Resorts betrieben. Es verkehrt auf dem Nassersee in Ägypten für Kreuzfahrten auf der Route zwischen Assuan und Abu Simbel. Das nach dem persischen Philosophen, Mathematikers und Astronomen Omar Chayyām benannte Schiff ist in die Fünf-Sterne-Kategorie (Landeskategorie) eingestuft. Der Betreiber arbeitet mit dem ägyptischen Reiseunternehmen Dynasty und unter anderem mit dem Reiseanbieter Phoenix Reisen GmbH Bonn zusammen.

## Ausstattung
Die Omar El Khayam wurde 2008 gebaut, 2009 in Dienst gestellt und 2018 komplett renoviert. Das Kreuzfahrtschiff besitzt 68 Doppelkabinen, 8 Grand Suiten und 4 Royale Suiten für eine maximale Belegung bis zu 160 Personen. Alle Räumlichkeiten sind mit individuell regelbarer Klimaanlage ausgestattet und besitzen einen kleinen Balkon.
Das Bordrestaurant Abu Nawas liegt im mittleren Bereich des ersten Decks mit dem Eingang neben der Rezeption. Die Gästekabinen der Decks 2 bis 4 sowie das Sonnendeck sind mit einem Fahrstuhl erreichbar. Eine Bar versorgt die Gäste des Sonnendecks. Dort sind im vorderen Bereich des Schiffes ein Schwimmbecken eingelassen und zwei Whirlpools aufgestellt. Im Unterdeck gibt es neben einer Sauna ebenfalls zwei Whirlpools. Hier befinden sich auch Fitnessräume und es werden Massagen angeboten. Zur Ausstattung gehören zwei Lounge-Bars im vorderen Bereich der Decks 3 und 4, auf Deck 3 mit einem angeschlossenen Karten- und einem Billardzimmer. Auf Deck 2 bietet ein Souvenirgeschäft Schmuck, Postkarten und wenige Bücher an.